# Máquina hidráulica

Vista detalhada de uma bomba hidráulica.

Uma máquina hidráulica é uma variedade de máquina de fluido que emprega para seu funcionamento as propriedades de um fluido incompressível ou que se comporta como tal, devido a que sua densidade no interior do sistema não sofre variações importantes.
Convencionalmente se especifica para os gases um limite de 100 mbar para a alteração de pressão; de modo que se este é inferior, a máquina pode considerar-se hidráulica.
Dentro das máquinas hidráulicas o fluido é experimenta um processo adiabático, ou seja, não existe intercâmbio de calor com o entorno.